# Сергеевка (Подгоренский район)
Серге́евка — село в Подгоренском районе Воронежской области. Входит в состав Сергеевского сельского поселения.

## География
Село расположено в 12 км к востоку от административного центра района — посёлка городского типа Подгоренский.

## Население
| 1859 | 1897  | 1900  | 2007  | 2009  | 2010  |
| ---- | ----- | ----- | ----- | ----- | ----- |
| 2331 | ↘2183 | ↗2241 | ↘1090 | ↗1096 | →1096 |

### Известные жители
В селе проживает почётный житель Подгоренского района Анатолий Гаврилович Чернявский.

## Улицы
| - ул. Есенина, - пер. Зелёный, - ул. Ленина, - ул. Мира, | - ул. Молодёжная, - ул. Первомайская, - ул. Победы, - ул. Центральная. |